# Río de la Plata
De Río de la Plata (Spaans voor Zilverrivier) is de monding van twee rivieren, de Paraná en de Uruguay, in de Atlantische Oceaan. Ze vormt de karakteristieke zuidoostelijke inkeping in de Zuid-Amerikaanse kustlijn. De monding is in totaal 290 kilometer lang. Waar de twee rivieren samenkomen is het water 48 kilometer breed, bij de oceaan is dit toegenomen tot 240 kilometer, waarmee de Río de la Plata de breedste rivier ter wereld is.
De eerste Europeaan die de Río de la Plata bezocht was de Spaanse zeevaarder Juan Díaz de Solís. Hij stuitte op de rivier toen hij de vanaf de kust van Brazilië naar het zuiden reisde. Hij dacht dat het een zeearm was, waarvan het water op onverklaarbare manier zoet was. Daarom noemde hij de zee Mar Dulce ("de Zoete Zee"). Hij kon de rivier opvaren omdat zijn karvelen slechts weinig diepgang hadden. De eerste Nederlander die rond 1600 een bezoek bracht aan het gebied was waarschijnlijk Laurens Bicker.
De rivier is een estuarium, waardoor er een getijverschil waarneembaar is. Het water is brak.
Ze vormt gedeeltelijk de natuurlijke grens tussen Argentinië en Uruguay. Hieraan liggen de hoofdsteden van Argentinië, Buenos Aires, en van Uruguay, Montevideo. Het eiland Martín García voor de kust van Uruguay is Argentijns.
Het stroomgebied van de rivier omvat ongeveer een vijfde deel van het totale Zuid-Amerikaanse continent. Het omvat grote delen van het noorden van Argentinië, het zuidoostelijk deel van Bolivia, Zuid- en Midden-Brazilië, grote delen van Uruguay en geheel Paraguay.
De vaargeul naar Buenos Aires moet met baggeren worden opengehouden, mede door de grote afzettingen van slib.
In het begin van de Tweede Wereldoorlog was het estuarium het toneel van de ondergang van het Duitse vestzakslagschip Admiral Graf Spee, na de zeeslag bij de Río de la Plata.
- Biblioteca Nacional de España: XX451527
- Bibliothèque nationale de France: cb15191719g (data)
- Gemeinsame Normdatei: 4117027-1
- National Archives and Records Administration: 10045212
- Nationale Bibliotheek van Tsjechië: ge564941
- Système universitaire de documentation: 027485994
- Virtual International Authority File: 13146951330515370101
- WorldCat: E39PBJh8QpMVKchQ6VgFHM4Qbd